# Windows NT Server 3.5
A Windows NT Server 3.5, a Microsoft Corporation által létrehozott Windows NT termékcsalád második szerver operációs rendszere. A terméket a Microsoft vállalati kiszolgálónak szánta. A terméket 1994 szeptember 21-én a Windows NT Workstation (asztali) változattal egy időben mutatta be a nagyközönségnek.
Az új szerver verziót a fejlesztők jelentősen átdolgozták annak érdekében, hogy a minél stabilabb és gyorsabb legyen úgy, hogy közben a legtöbb hálózatba beilleszthető legyen, és a legtágabb hardware támogatással rendelkezzen.

## Leírás
A Windows NT Server 3.5 a következőkben változott az előd Windows NT 3.1 Advanced Server verzióhoz képest.
- A FAT16 meghajtókon (ami biztosítja a régi DOS kötetek elérését) már támogatott a hosszú fájlnevek használata (VFAT) egészen 255 karakterig, az eddigi 8 karakter helyett.
- 16 bites programok Windows 3.x, ezentúl külön (saját) memória-címtartományban futnak, így növelve a rendszer stabilitását.
- Teljes OpenGL támogatás.
- OLE2.x támogatás.
- TCP/IP nyomtatás.
- Account lockout azaz ha a felhasználó meghatározott számú sikertelen bejelentkezési próbálkozást tesz a fiókja zárolva lesz.
- Novell kliensként teljes funkcionalitással tud csatlakozni Novell NetWare és Unix szerverekhez.
- Kibővített Remote Access Service (távoli hozzáférés szolgáltatás) most már PPP (Point-to-Point Protocol) és SLIP (Serial Line Internet Protocol) is támogatott továbbá, kiterjesztették TCP/IP és az IPX szabványra a Novell NetWare hálózat teljes funkcionalitása miatt.
- Új multimédia API.
- Migration Tool for NetWare segédeszköz. Ezzel a programmal a rendszergazdák biztonságosan át tudták másolni a felhasználói fiókokat és fájlokat NetWare szerverről Windows NT server 3.5-re.
- Bevezetésre került Netware-Gateway (GSNW).
- Bevezetésre került Netware-Shell/Requester (CSNW).
- Megjelent a Windows Internet Name Service (WINS).
- Megjelent a Dynamic Host Configuration Program (DHCP).
- Megjelent a  Remoteboot (RPL) ami a merevlemez nélküli munkaállomások indítását teszi lehetővé a szerverről.
- Megjelent a "Client Access License" (CAL). Bevezették a ma is érvényben lévő engedélyezési rendszert ami az ügyfél-hozzáférési licenceket kezeli.
- Megjelent a BackOffice Server 1.0 kiegészítő csomag 1994 év végén. Ez a kiegészítő CD Mail Server 3.2 (levelező szerver), SNA Server 2.1 (Intranet/Internet szerver), SQL Server 4.21a (adatbázis szerver), System Management Server 1.0 (rendszer menedzsment szerver) programokat tartalmazta.

## Futtató környezet
A kiszolgáló (Server) támogatja az Intel x86 és RISC, Alpha architektúrát egyaránt. A rendszer felépítése mikro-kernel alapú ami támogatja a maximum 4 processzort, és maximum 2 GB fizikai és 4 GB virtuális memóriát. Futtathatóvá teszi a 16 bites és 32 bites alkalmazásokat.
| Minimális rendszer követelmény     | Minimális rendszer követelmény | Minimális rendszer követelmény | Minimális rendszer követelmény |
|                                    | Intel x86                      | RISC                           | Alpha                          |
| ---------------------------------- | ------------------------------ | ------------------------------ | ------------------------------ |
| Processzor                         | Intel 486 DX 25 MHz            | R4000                          | Alpha AXP                      |
| Memória                            | 16 MB                          | 16 MB                          | 16 MB                          |
| Videókártya                        | VGA                            | VGA                            | VGA                            |
| Szabad lemezterület a merevlemezen | 90 MB                          | 110 MB                         | 110 MB                         |
| CD-ROM                             | SCSI                           | SCSI                           | SCSI                           |

## Javítócsomagok
| Javítócsomag         | Kiadás dátuma    |
| -------------------- | ---------------- |
| Alap NT 3.5 kiadás   | 1994. szeptember |
| Service Pack 1 (SP1) | 1994.            |
| Service Pack 2 (SP2) | 1994.            |
| Service Pack 3 (SP3) | 1995. Június     |

## Lásd még
- Microsoft Corporation
- MS-DOS
- IBM
- Grafikus felhasználói felület
- Operációs rendszerek listája
- History of Microsoft Windows (A Microsoft Windows története; angol)